# Ґупол
Ґупол (перс. گوپل) — село в Ірані, у дегестані Хурґам, у бахші Хурґам, шагрестані Рудбар остану Ґілян. За даними перепису 2006 року, його населення становило 328 осіб, що проживали у складі 102 сімей.

## Клімат
Середня річна температура становить 11,34°C, середня максимальна – 26,15°C, а середня мінімальна – -3,87°C. Середня річна кількість опадів – 408 мм.
| Клімат поселення                              | Клімат поселення | Клімат поселення | Клімат поселення | Клімат поселення | Клімат поселення | Клімат поселення | Клімат поселення | Клімат поселення | Клімат поселення | Клімат поселення | Клімат поселення | Клімат поселення | Клімат поселення |
| Показник                                      | Січ.             | Лют.             | Бер.             | Квіт.            | Трав.            | Черв.            | Лип.             | Серп.            | Вер.             | Жовт.            | Лист.            | Груд.            |                  |
| Середній максимум, °C                         | 7,28             | 7,18             | 9,76             | 14,85            | 19,50            | 24,08            | 26,15            | 25,94            | 22,59            | 18,86            | 13,36            | 8,88             |                  |
| Середня температура, °C                       | 1,74             | 1,65             | 4,23             | 9,31             | 13,98            | 18,55            | 21,29            | 21,05            | 17,71            | 13,99            | 8,48             | 4,02             |                  |
| Середній мінімум, °C                          | −3,78            | −3,87            | −1,31            | 3,79             | 8,45             | 13,03            | 16,42            | 16,20            | 12,85            | 9,13             | 3,63             | −0,85            |                  |
| Норма опадів, мм                              | 36               | 36               | 63               | 54               | 34               | 12               | 13               | 11               | 18               | 36               | 44               | 51               |                  |
| Середньомісячна швидкість вітру, м/с          | 2.00             | 2.50             | 2.71             | 2.84             | 2.38             | 2.24             | 2.20             | 2.05             | 1.90             | 1.80             | 2.12             | 1.92             |                  |
| Середньомісячна сонячна радіація, кДж/м²·день | 7550             | 10024            | 12447            | 16555            | 20493            | 23079            | 23201            | 20130            | 16976            | 12291            | 9251             | 7267             |                  |
| --------------------------------------------- | ---------------- | ---------------- | ---------------- | ---------------- | ---------------- | ---------------- | ---------------- | ---------------- | ---------------- | ---------------- | ---------------- | ---------------- | ---------------- |
| Джерело:                                      |                  |                  |                  |                  |                  |                  |                  |                  |                  |                  |                  |                  |                  |